# Turchia ai Giochi della XVI Olimpiade
La Turchia ha partecipato ai Giochi della XVI Olimpiade che si sono svolti a Melbourne dal 22 novembre all'8 dicembre 1956 
ed a Stoccolma dall'11 al 17 giugno dello stesso anno (solo per gli eventi equestri) 
con una delegazione di 19 atleti impegnati in 2 discipline,
aggiudicandosi 3 medaglie d'oro, 2 medaglie d'argento e 2 medaglie di bronzo.

## Medagliere

### Per discipline
| Sport              | Oro | Argento | Bronzo | Totale |
| ------------------ | --- | ------- | ------ | ------ |
| Lotta libera       | 2   | 1       | 1      | 4      |
| Lotta greco-romana | 1   | 1       | 1      | 3      |
| Totale             | 3   | 2       | 2      | 7      |

### Medaglie
| Medaglia | Atleta             | Sport              | Evento       |
| -------- | ------------------ | ------------------ | ------------ |
| Oro      | Mithat Bayrak      | Lotta greco-romana | Pesi welter  |
| Oro      | Mustafa Dağıstanlı | Lotta libera       | Pesi gallo   |
| Oro      | Hamit Kaplan       | Lotta libera       | Pesi massimi |
| Argento  | Rıza Doğan         | Lotta greco-romana | Pesi leggeri |
| Argento  | İbrahim Zengin     | Lotta libera       | Pesi welter  |
| Bronzo   | Dursun Ali Eğribaş | Lotta greco-romana | Pesi mosca   |
| Bronzo   | Hüseyin Akbaş      | Lotta libera       | Pesi mosca   |